# Чорика
Чорика (рум. Ciorâca) — село у повіті Олт в Румунії. Входить до складу комуни Топана.
Село розташоване на відстані 129 км на захід від Бухареста, 46 км на північ від Слатіни, 81 км на північний схід від Крайови, 123 км на південний захід від Брашова.

## Населення
За даними перепису населення 2002 року у селі проживали 167 осіб, усі — румуни. Усі жителі села рідною мовою назвали румунську.